# Göran Andersson (fysiker)
Claes Göran Andersson, ofta skrivet C. Göran Andersson, född 7 juni 1951 i Malmö Sankt Petri församling, är en svensk elektrotekniker och fysiker.
Andersson studerade vid Lunds universitet där han 1975 tog grundexamen i teknisk fysik och 1980 disputerade i matematisk fysik. Mellan 1980 och 1986 arbetade han vid dåvarande ASEA, nu ABB, i Ludvika med simulering och styrning av elektriska energisystem, särskilt med koppling till högspänd likström. Från 1986 till 2000 var han professor i elektriska energisystem vid Kungliga Tekniska högskolan och forskade framför allt kring dynamiska förlopp och stabilitet i elektriska energisystem. Sedan 2000 är han professor i elektriska energisystem vid ETH i Zürich.
Andersson blev ledamot av Kungliga Ingenjörsvetenskapsakademien 1992, Kungliga Vetenskapsakademien 1994, Kungliga Fysiografiska Sällskapet i Lund 2010, Schweizerische Akademie der technischen Wissenschaften (SATW) 2015 och US National Academy of Engineering 2016. Han är fellow av IEEE (1997).

### Fotnoter
1. ↑  Libris, Kungliga biblioteket, 23 oktober 2012, Libris-URI: 97mpsxct27fxf4r, läst: 24 augusti 2018.[källa från Wikidata]
2. ↑   Sveriges befolkning 1990. Ramsele: Svensk arkivinformation (SVAR), Riksarkivet. 2011. Libris 12076919. ISBN 9789188366917
3. ↑  Andersson, C. Göran (1980) (på engelska). Studies in the theory of rotational excitations in nuclei. Lund. Libris 217890
4. 1 2  ETH: Prof. Dr. Göran Andersson Arkiverad 16 februari 2016 hämtat från the Wayback Machine., läst 10 februari 2016